# Steven Giudice
Steven Giudice (ur. 19 listopada 1982) – australijski judoka.
Zdobył cztery medale mistrzostw Oceanii w latach 2002 - 2008. Mistrz Australii w 2005 i 2006 roku.